# Mordellistena mississippiensis
Mordellistena mississippiensis är en skalbaggsart som beskrevs av Khalaf 1971. Mordellistena mississippiensis ingår i släktet Mordellistena och familjen tornbaggar. Inga underarter finns listade i Catalogue of Life.